# Coulombs-en-Valois
Pour les articles homonymes, voir Coulombs.
Coulombs-en-Valois () est une commune française située dans le département de Seine-et-Marne en région Île-de-France.

## Géographie

### Localisation
La commune est située dans l'extrême nord du département de Seine-et-Marne à environ 23,6 km par la route au nord-est de Meaux,.

### Communes limitrophes
La commune est limitrophe du département de l'Aisne.
| Montigny-l'Allier (Aisne) | Brumetz (Aisne)    | Gandelu (Aisne)        |
| Crouy-sur-Ourcq           | Coulombs-en-Valois | Germigny-sous-Coulombs |
| Vendrest                  |                    | Dhuisy                 |

### Géologie et relief
L'altitude de la commune varie de 62 mètres à 198 mètres pour le point le plus haut, le centre du bourg se situant à environ 153 mètres d'altitude (mairie). Elle est classée en zone de sismicité 1, correspondant à une sismicité très faible.

### Hydrographie

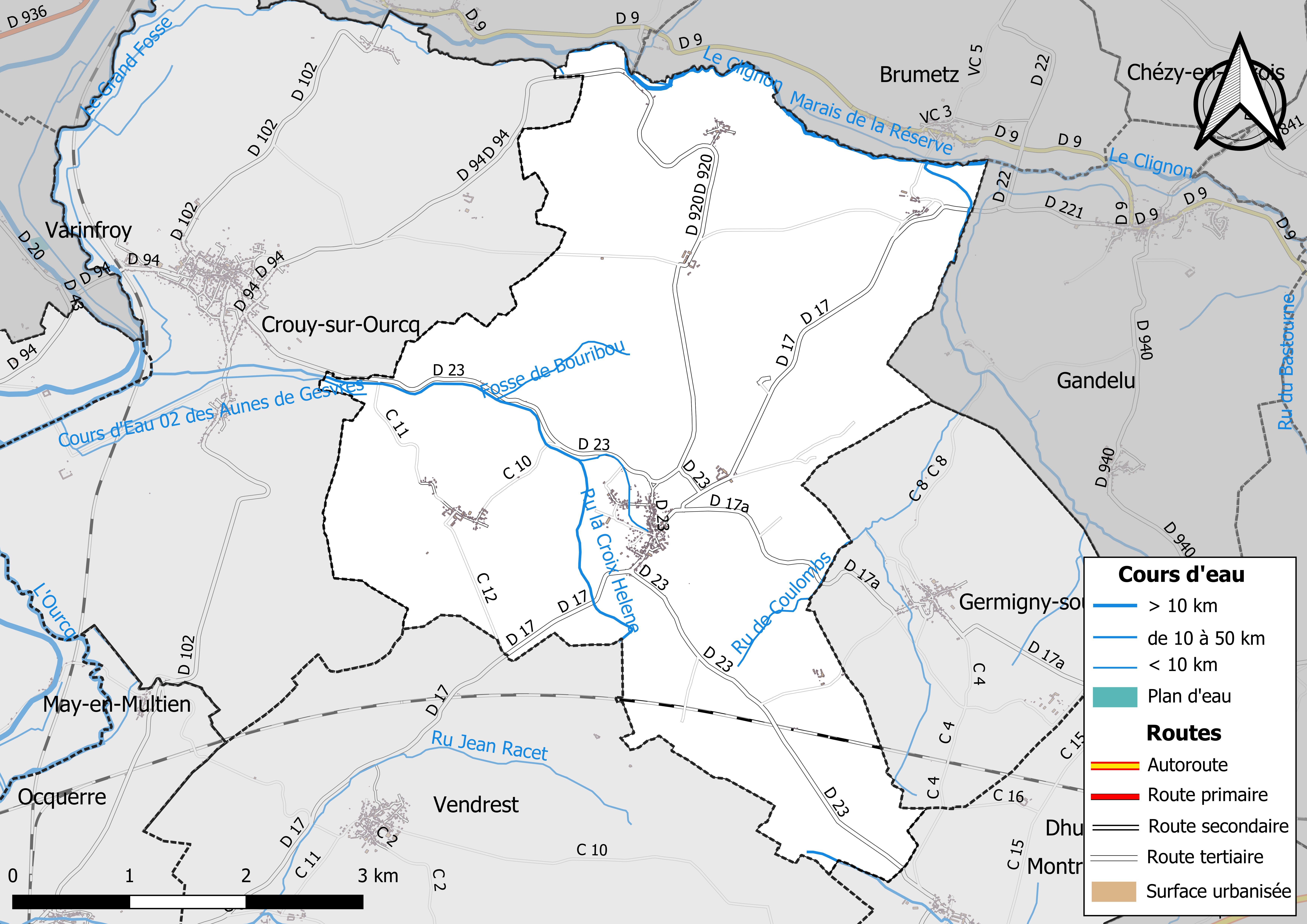
Carte des réseaux hydrographique et routier de Coulombs-en-Valois.

Le système hydrographique de la commune se compose de dix cours d'eau référencés :
- le ru de Montreuil-aux-Lions ou ru des Bouillons, 8,15 km[4], affluent de la Marne.
- le Grand Fossé, 4,94 km[5], affluent de l’Ourcq ;
- le ru la Croix Hélène ou ru Roland, 6,16 km[6], affluent de l’Ourcq ;
  - le fossé de Bouribou, 1,33 km[7], et ;
  - le ru de la Pissotte, 1,09 km[8], affluents de  ru la Croix Hélène ;
- le Clignon, long de 29,96 km[9], affluent de l'Ourcq, bordent la partie nord de la commune, ainsi que :
  - un bras de 0,49 km[10] ;
  - le ru du Rhône, 7,41 km[11], affluent du Clignon ;
    - le ru de Coulombs, 3,62 km[12], qui conflue avec le ru du Rhône ;
- le cours d'eau 02 des Aunes de Gesvres, 2,68 km[13], qui conflue avec le cours d'eau 01 des Aunes de Gesvres.

La longueur totale des cours d'eau sur la commune est de 12,30 km.

### Climat
Pour des articles plus généraux, voir Climat de l'Île-de-France et Climat de Seine-et-Marne.
En 2010, le climat de la commune est de type climat océanique dégradé des plaines du Centre et du Nord, selon une étude du CNRS s'appuyant sur une série de données couvrant la période 1971-2000. En 2020, Météo-France publie une typologie des climats de la France métropolitaine dans laquelle la commune est exposée à un climat océanique altéré et est dans la région climatique Nord-est du bassin Parisien, caractérisée par un ensoleillement médiocre, une pluviométrie moyenne régulièrement répartie au cours de l’année et un hiver froid (3 °C).
Pour la période 1971-2000, la température annuelle moyenne est de 10,6 °C, avec une amplitude thermique annuelle de 14,9 °C. Le cumul annuel moyen de précipitations est de 755 mm, avec 11,7 jours de précipitations en janvier et 8,6 jours en juillet. Pour la période 1991-2020, la température moyenne annuelle observée sur la station météorologique la plus proche, située sur la commune d'Ussy-sur-Marne à 13 km à vol d'oiseau, est de 11,3 °C et le cumul annuel moyen de précipitations est de 726,5 mm,. Pour l'avenir, les paramètres climatiques de la commune estimés pour 2050 selon différents scénarios d'émission de gaz à effet de serre sont consultables sur un site dédié publié par Météo-France en novembre 2022.

### Milieux naturels et biodiversité

#### Réseau Natura 2000

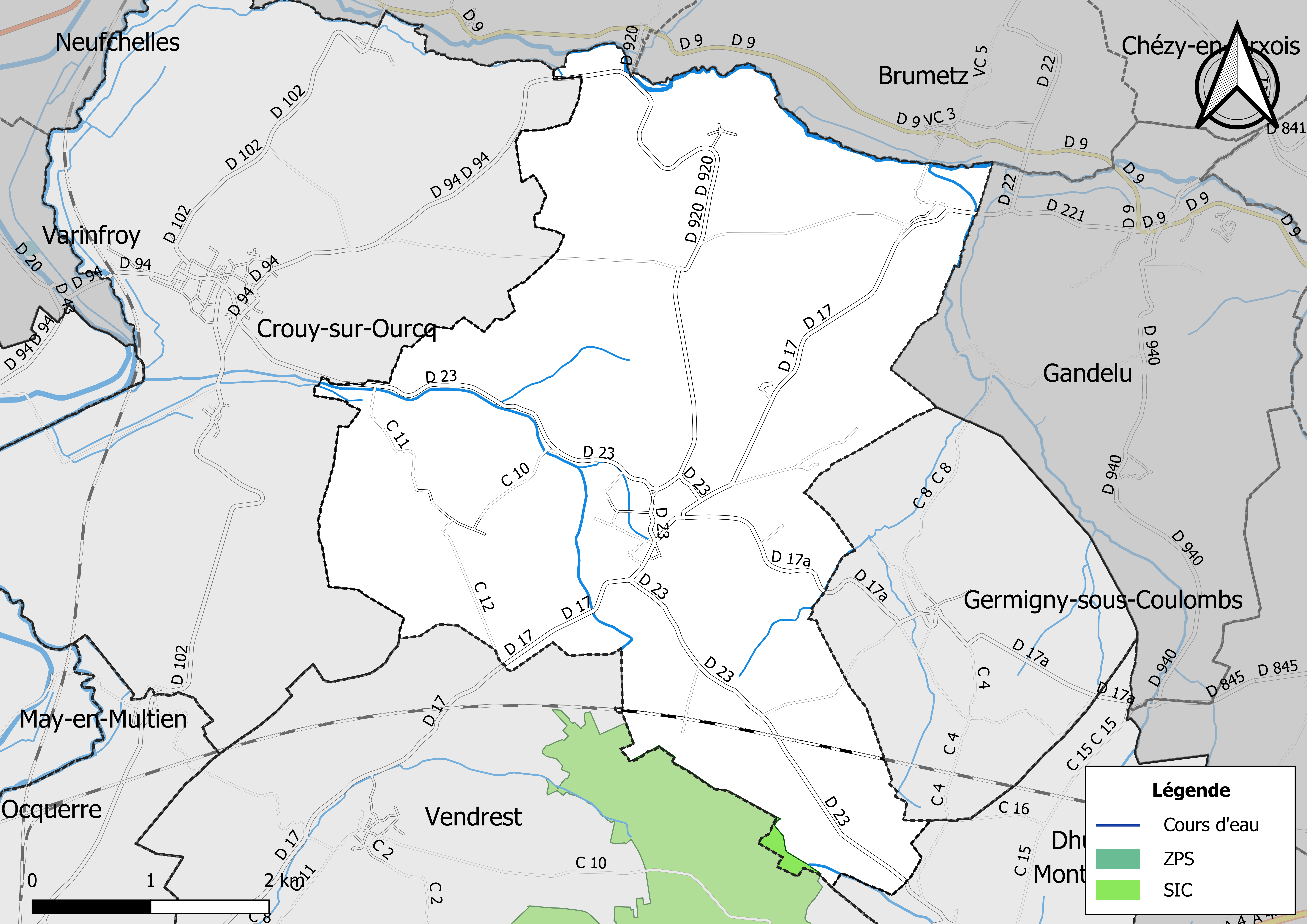
Sites Natura 2000 sur le territoire communal.

Le réseau Natura 2000 est un réseau écologique européen de sites naturels d’intérêt écologique élaboré à partir des Directives « Habitats » et « Oiseaux ». Ce réseau est constitué de Zones spéciales de conservation (ZSC) et de Zones de protection spéciale (ZPS). Dans les zones de ce réseau, les États Membres s'engagent à maintenir dans un état de conservation favorable les types d'habitats et d'espèces concernés, par le biais de mesures réglementaires, administratives ou contractuelles.
Un site Natura 2000 a été défini sur la commune au titre de la « directive Habitats » : le « Bois des réserves, des usages et de Montgé », d'une superficie de 863 ha constitue un ensemble de milieux diversifiés comprenant en majorité des boisements. Une des plus importantes populations connues en Île-de-France de Sonneur à ventre jaune (Bombina variegata) est présente sur le site,.

#### Zones naturelles d'intérêt écologique, faunistique et floristique
L’inventaire des zones naturelles d'intérêt écologique, faunistique et floristique (ZNIEFF) a pour objectif de réaliser une couverture des zones les plus intéressantes sur le plan écologique, essentiellement dans la perspective d’améliorer la connaissance du patrimoine naturel national et de fournir aux différents décideurs un outil d’aide à la prise en compte de l’environnement dans l’aménagement du territoire.
Le territoire communal de Coulombs-en-Valois comprend deux ZNIEFF de type 1,, 
les « Carrières souterraines à Coulombs-en-Valois » (0,12 ha) ;
et la « La Campenne » (48,71 ha), couvrant 2 communes du département
et un ZNIEFF de type 2,, 
les « Bois des Réserves, bois des Usages, bois de Montge et boisements associés » (864,77 ha), couvrant 4 communes du département.

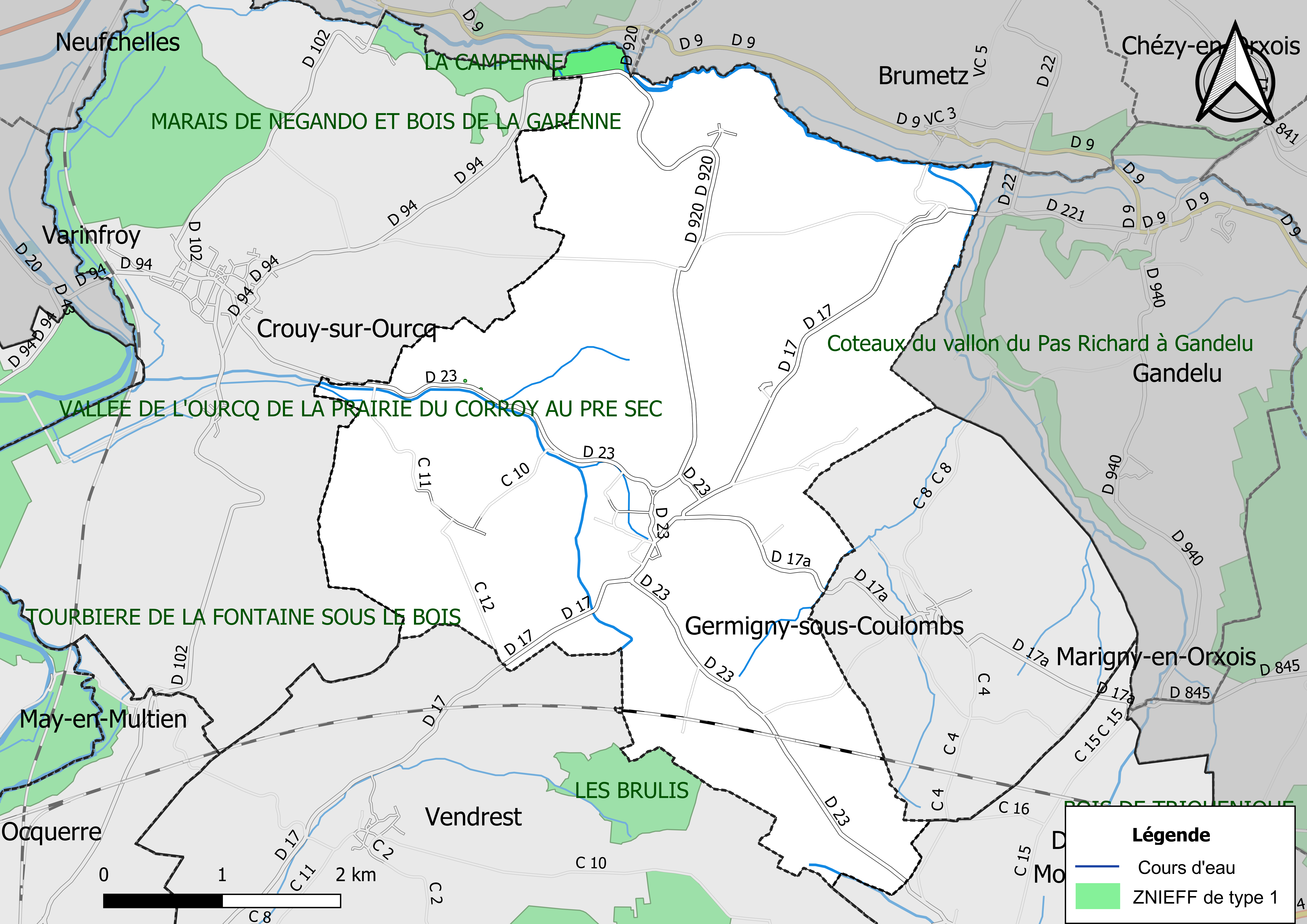
Carte des ZNIEFF de type 1 de la commune.
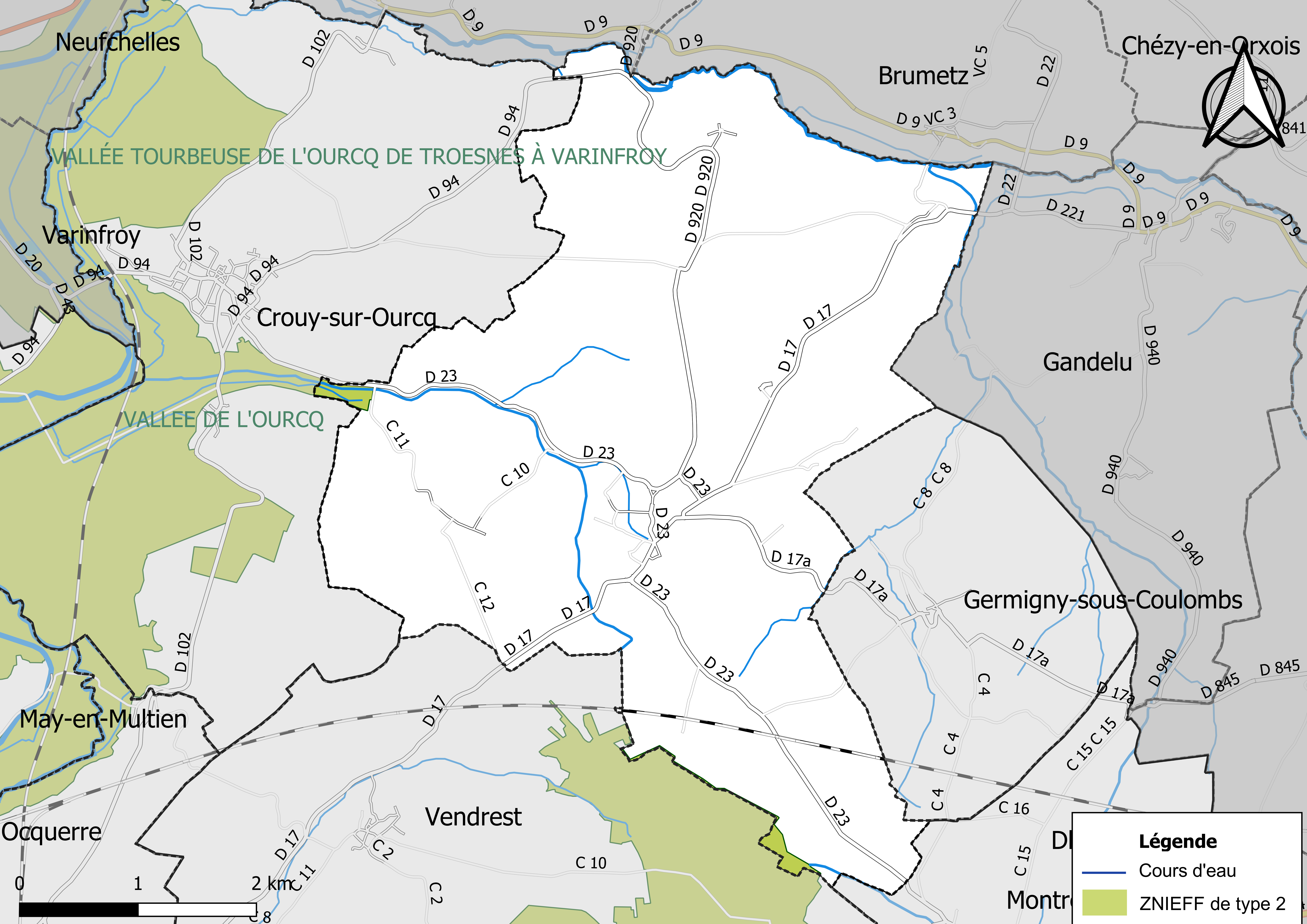
Carte des ZNIEFF de type 2 de la commune.

## Urbanisme

### Typologie
Au 1er janvier 2024, Coulombs-en-Valois est catégorisée commune rurale à habitat dispersé, selon la nouvelle grille communale de densité à sept niveaux définie par l'Insee en 2022.
Elle est située hors unité urbaine. Par ailleurs la commune fait partie de l'aire d'attraction de Paris, dont elle est une commune de la couronne,. Cette aire regroupe 1 929 communes,.

### Lieux-dits et écarts
La commune compte 116 lieux-dits administratifs répertoriés consultables ici dont Vaux-sous-Coulombs, Vasset (moulin), Hervilliers, Bremoiselle, Certigny, Crotigny, la Grange-Coulombs et Boyenval.

### Occupation des sols
En 2018, le territoire de la commune se répartit en 73,8 % de terres arables, 18,6 % de forêts, 6,1 % de zones agricoles hétérogènes et 1,5 % de zones urbanisées,.

### Logement
En 2017, le nombre total de logements dans la commune était de 267 dont 97 % de maisons (maisons de ville, corps de ferme, pavillons, etc.) et 3 % d'appartements.
Parmi ces logements, 82,4 % étaient des résidences principales, 5,6 % des résidences secondaires et 12 % des logements vacants.
La part des ménages fiscaux propriétaires de leur résidence principale s'élevait à 80,3 % contre 15,6 % de locataires et 4,1 % logés gratuitement.

### Voies de communication et transports

#### Transports
La commune est desservie par la ligne d’autocars No 42 (Dhuisy - Lizy-sur-Ourcq) du réseau de bus Meaux et Ourcq.

## Toponymie
Le nom de la localité est mentionné sous les formes "Villa Colon", vers 833 (donation de Louis le Pieux au monastère de Chelles mentionnée dans le récit de la translation de sainte Bathilde) Villa Colons vers 1160 ; Coloms vers 1172 ; Colunz vers 1172 ; Columbae vers 1180 ; Coulons au XIIIe siècle ; R. de Columbis XIVe siècle ; Collons au 1348 ; Coulomb lès Gandeluz 1540, ; Coulomps en 1551 ; Coulomb en 1705 ; Coullons et Coullombs en Vallois en 1757.
Villa colon vers 833, qui est issu du latin columba, « colombe », « pigeon », de l'ancien français coulomb, évoquerait un élevage de columbidés, « le domaine rural aux colombes ».
Le Valois, dit aussi Pays du Valois, est une région naturelle, située dans l'ancienne Île de France au nord de Paris.

## Histoire
Les Dames de Chelles, religieuses, sont aussi liées à l'histoire du village, comme l'indique une des rues qui porte leur nom. Le village a été décoré de la Croix de guerre peu de temps après la Première Guerre mondiale, en 1920.
Entre Coulombs-en-Valois et Crouy-sur-Ourcq, on peut remarquer, sur le côté de la route, les restes d'un lavoir (restauré en partie aujourd'hui). Ce lavoir, dit « du vieux Coulombs », se situait autrefois dans le bourg même. Les habitations se sont déplacées vers le lieu actuel pour une raison inconnue. Il ne reste aujourd'hui plus que des vestiges de quelques constructions visibles sur les bords de la route, ce qui donne l'impression que ce lavoir est perdu au milieu de la campagne. Le village s'appelait autrefois simplement Coulombs. Son nom a été changé en 1963 à la suite de la fusion avec Vaux-sous-Coulombs, devenu un de ses hameaux.

## Politique et administration

### Liste des maires
| Période                                  | Période  | Identité          | Étiquette    | Qualité                            |
| ---------------------------------------- | -------- | ----------------- | ------------ | ---------------------------------- |
| Les données manquantes sont à compléter. |          |                   |              |                                    |
| 1964                                     | 2008     | Philippe François | RPR puis UMP | Agriculteur - Sénateur (1983-2004) |
| 2008                                     | 2020     | François Cossut   |              | Agriculteur                        |
| mars 2020                                | En cours | Catherine BOUDOT  |              |                                    |

## Population et société

### Démographie
L'évolution du nombre d'habitants est connue à travers les recensements de la population effectués dans la commune depuis 1793. Pour les communes de moins de 10 000 habitants, une enquête de recensement portant sur toute la population est réalisée tous les cinq ans, les populations de référence des années intermédiaires étant quant à elles estimées par interpolation ou extrapolation. Pour la commune, le premier recensement exhaustif entrant dans le cadre du nouveau dispositif a été réalisé en 2006.

En 2022, la commune comptait 579 habitants, en évolution de +0,35 % par rapport à 2016 (Seine-et-Marne : +3,92 %, France hors Mayotte : +2,11 %).
| 1793 | 1800 | 1806 | 1821 | 1831 | 1836 | 1841 | 1846 | 1851 |
| ---- | ---- | ---- | ---- | ---- | ---- | ---- | ---- | ---- |
| 700  | 705  | 706  | 743  | 771  | 708  | 700  | 732  | 703  |

| 1856 | 1861 | 1866 | 1872 | 1876 | 1881 | 1886 | 1891 | 1896 |
| ---- | ---- | ---- | ---- | ---- | ---- | ---- | ---- | ---- |
| 612  | 617  | 618  | 574  | 546  | 542  | 501  | 509  | 530  |

| 1901 | 1906 | 1911 | 1921 | 1926 | 1931 | 1936 | 1946 | 1954 |
| ---- | ---- | ---- | ---- | ---- | ---- | ---- | ---- | ---- |
| 525  | 517  | 538  | 438  | 493  | 484  | 428  | 373  | 328  |

| 1962 | 1968 | 1975 | 1982 | 1990 | 1999 | 2006 | 2011 | 2016 |
| ---- | ---- | ---- | ---- | ---- | ---- | ---- | ---- | ---- |
| 293  | 357  | 339  | 396  | 482  | 563  | 586  | 625  | 577  |

| 2021 | 2022 | - | - | - | - | - | - | - |
| ---- | ---- | - | - | - | - | - | - | - |
| 572  | 579  | - | - | - | - | - | - | - |

### Sports
- Club de tennis.

## Économie

### Revenus de la population et fiscalité
En 2018, le nombre de ménages fiscaux de la commune était de 216, représentant 596 personnes et la  médiane du revenu disponible par unité de consommation  de 23 110 euros.

### Emploi
En 2018, le nombre total d’emplois dans la zone était de 70, occupant 255 actifs  résidants (dont 19 % dans la commune de résidence et 81 % dans une commune autre que la commune de résidence).
Le taux d'activité de la population (actifs ayant un emploi) âgée de 15 à 64 ans s'élevait à 67,8 % contre un taux de chômage de 10,1 %. 
Les 22,1 % d’inactifs se répartissent de la façon suivante : 9,6 % d’étudiants et stagiaires non rémunérés, 4,1 % de retraités ou préretraités et 8,4 % pour les autres inactifs.

### Secteurs d'activité

#### Entreprises et commerces
Au 31 décembre 2019, le nombre d’unités légales et d’établissements (activités marchandes hors agriculture) par secteur d'activité était de 41 dont 3 dans l’industrie manufacturière, industries extractives et autres, 7 dans la construction, 13 dans le commerce de gros et de détail, transports, hébergement et restauration, 3 dans les activités immobilières, 10 dans les activités spécialisées, scientifiques et techniques et activités de services administratifs et de soutien, 2 dans l’administration publique, enseignement, santé humaine et action sociale et 3  étaient relatifs aux autres activités de services.
En 2020, 8 entreprises ont été créées sur le territoire de la commune, dont 5 individuelles.
Au 1er janvier 2021, la commune ne disposait pas d’hôtel et de terrain de camping.

## Culture locale et patrimoine

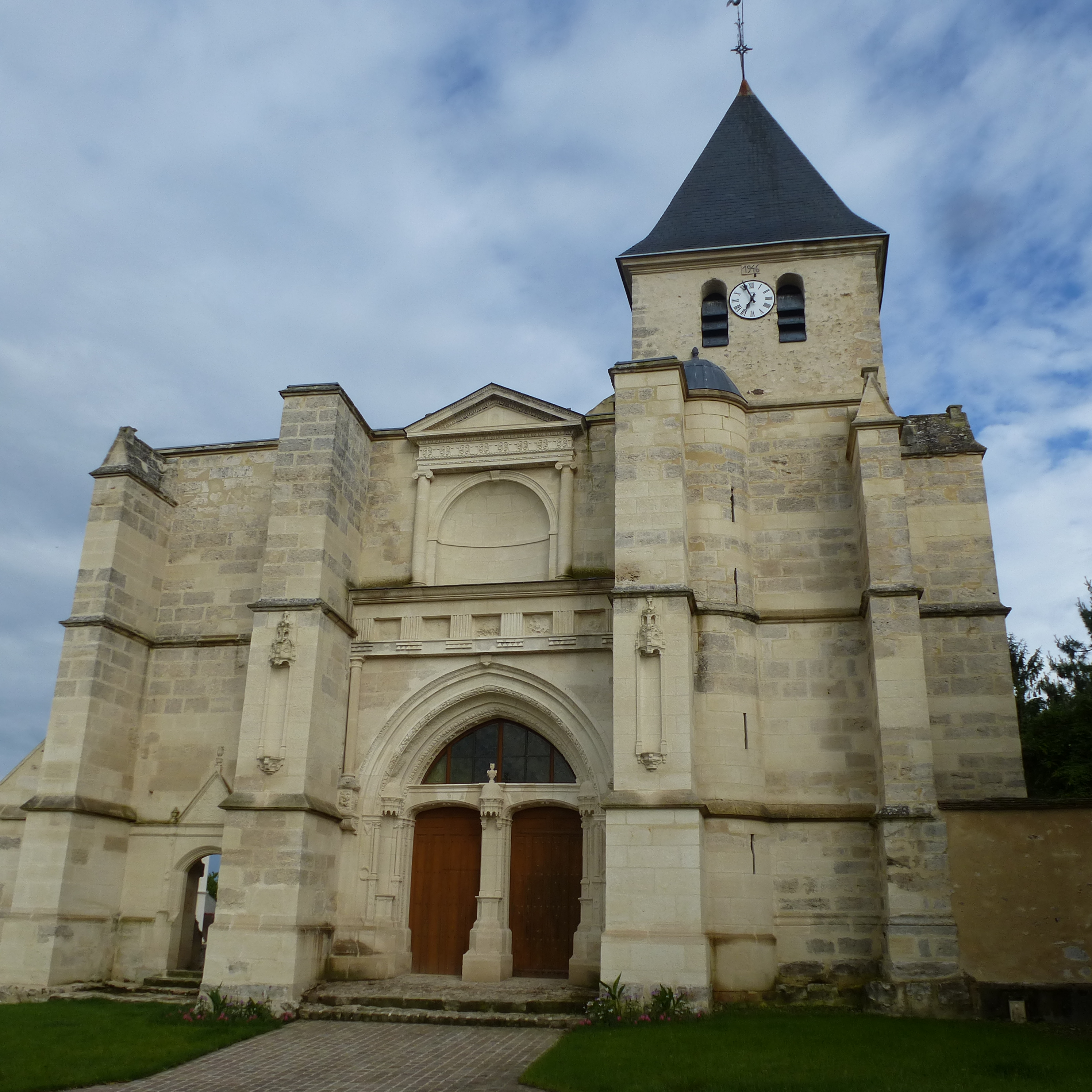
L'église Saint-Martin.

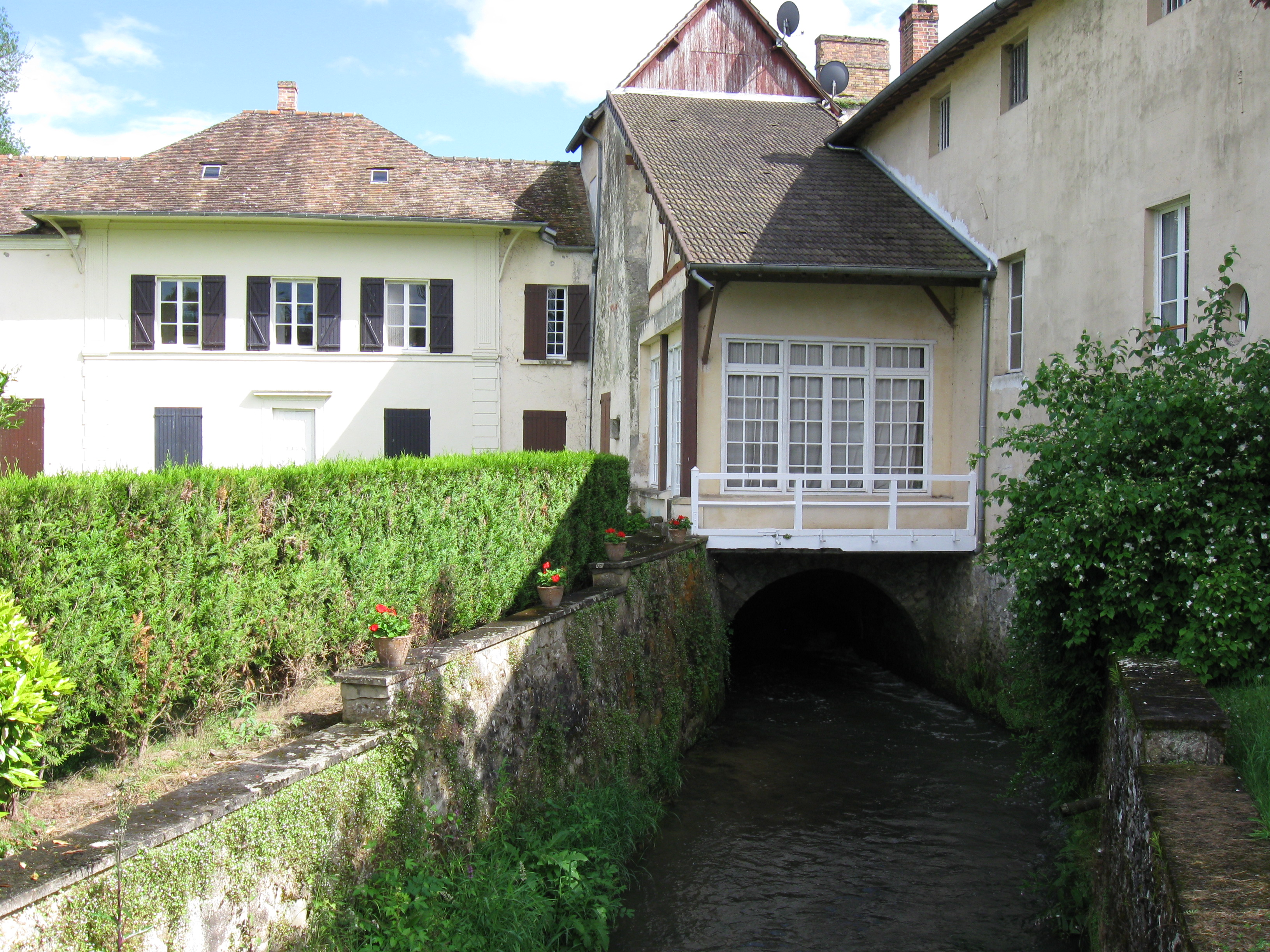
Le moulin de Vasset.

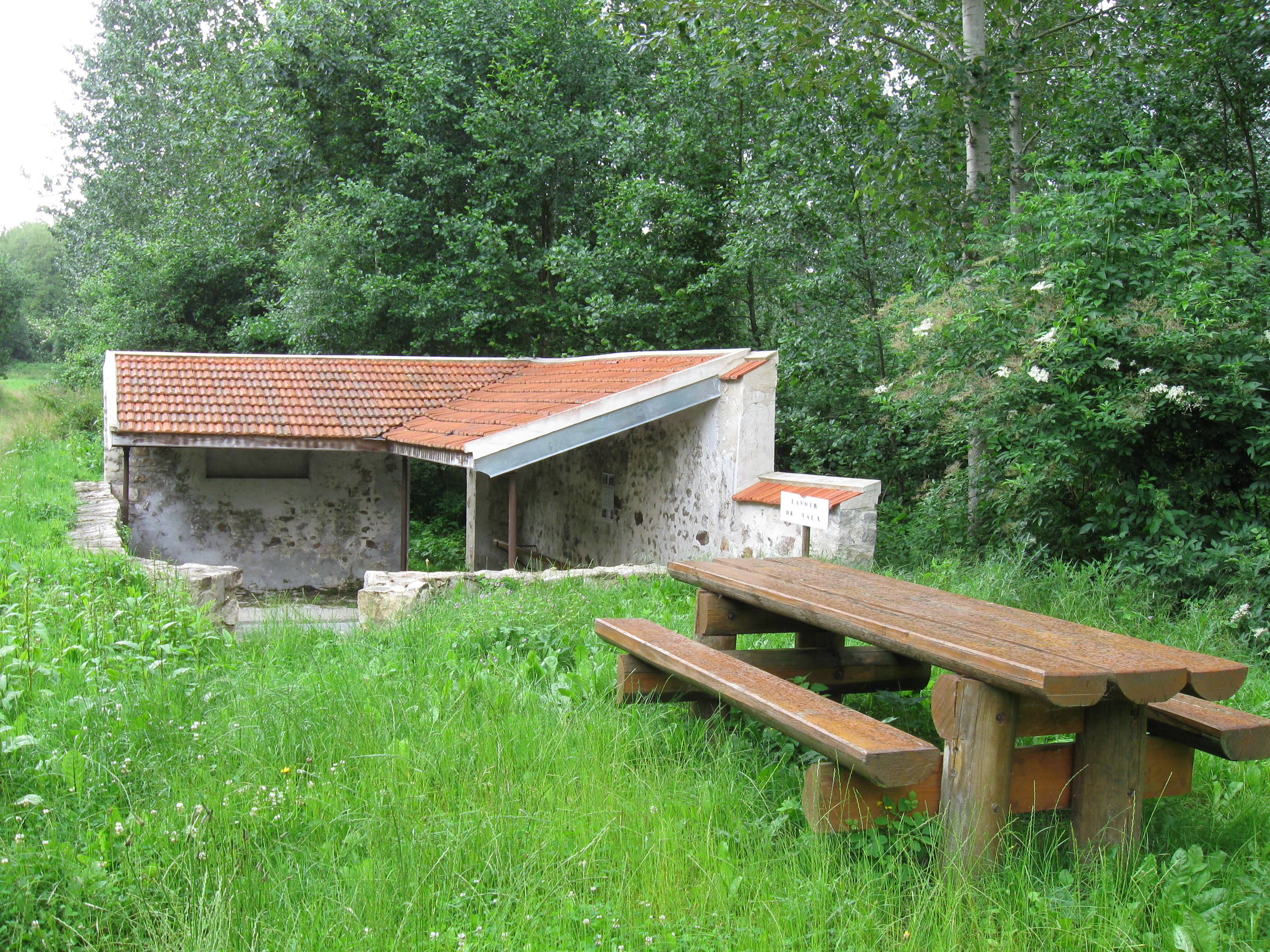
Lavoir restauré à Vaux-sous-Coulombs.

### Lieux et monuments
- L'église Saint-Martin, classée au titre des monuments historiques[59] a la spécificité de posséder une partie romane (une des nefs), une partie gothique (l'autre nef) et un clocher du XVIIe siècle. Cette spécificité peut s'expliquer par le fait que l'église a été ravagée au cours des guerres de religion et reconstruite en partie par la suite. Deux des trois cloches de l'église ont été fondues en canons en 1792. La dernière cloche est refondue en 1863 puis en 1946 à des fins de réparation et est toujours présente aujourd'hui.
- L'église Saint-Pierre, classée au titre des monuments historiques[60] est située à Vaux-sous-Coulombs (hameau de la commune), comporte des fresques de la fin du XIIIe siècle, et restaurées depuis.
- Plusieurs lavoirs se trouvent sur le territoire de la commune, que ce soit à Coulombs-en-Valois même, ou dans les hameaux. Au sein même du bourg, on peut citer le lavoir de la Pissotte, qui doit son nom au cours d'eau qui l'alimente, ou le lavoir du Puits d'amour dont le nom viendrait des jeunes gens faisant la cour aux lavandières[61].
- Le moulin de Vasset sur le Clignon existe depuis le XIIIe siècle.
- Nombreuses anciennes fermes à pigeonnier-porche.
- Des bornes du patrimoine sont placées depuis quelques années aux lieux présentant un intérêt touristique. On peut trouver ces bornes de pierres munies d'une planchette explicative devant les églises ou le lavoir du vieux Coulombs, par exemple.